# Monument Valley (videojuego)
Monument Valley es un videojuego indie de puzles desarrollado por Ustwo Games. El jugador guía a la princesa Ida a través de laberintos de ilusiones ópticas y objetos imposibles mientras manipula el mundo que la rodea para alcanzar varias plataformas. El juego fue desarrollado durante diez meses, desde principios de 2013, a base de dibujos conceptuales del artista de la compañía, Ken Wong. Su estilo visual se inspiró en grabados japoneses, esculturas minimalistas y juegos independientes como Windosill, Fez y Sword & Sworcery, y los críticos lo compararon con los dibujos de MC Escher y Echochrome. El arte fue diseñado de tal manera que cada cuadro pudiera ser exhibido públicamente.
Tras una prueba beta cerrada, Monument Valley se lanzó para iOS el 3 de abril de 2014, y luego fue convertido a Android y Windows Phone. El juego recibió críticas generalmente favorables, elogiando el arte gráfico y el diseño de sonido, pero destacaron su falta de dificultad y su corta duración. Ganó un premio Apple Design Award en 2014, fue nombrado el mejor juego para iPad de Apple de 2014 y vendió más de dos millones de copias en enero de 2015. En mayo de 2016, las ventas del juego superaron los 26 millones.
En 2014 y 2015 se lanzaron dos expansiones tituladas Forgotten Shores e Ida's RED Dream.
En 2017 se lanzó su secuela, Monument Valley 2, para iOS y Android.
El 2 de abril de 2021 se estrena Monument Valley+, una exclusiva para Apple Arcade.en julio de 2022 se lanza en Steam una versión para PC bajo el título Monument Valley: Panoramic Edition. 
Para el 10 de diciembre de 2024 está prevista una tercera parte del juego, en exclusiva para la plataforma Netflix, que ya ofrece las dos partes anteriores en su suscripción.

## Jugabilidad
En Monument Valley, el personaje jugador es la Princesa Ida. La princesa viaja a través de laberintos de ilusiones ópticas y objetos imposibles,  a los que se hace referencia como " geometría sagrada " en el juego, mientras viaja para ser perdonada por algo.
El juego se presenta en vista isométrica y el jugador interactúa con el entorno para encontrar pasajes ocultos a medida que Ida avanza hacia la salida del mapa.  Cada uno de los diez niveles tiene una mecánica central diferente.  Las interacciones incluyen plataformas y pilares móviles y la creación de puentes.  El jugador irá recibiendo indicaciones indirectas a través del juego mediante elementos de diseño como el color e indicaciones directas mediante hombres cuervo que bloquean el camino de Ida.
Los críticos compararon el estilo visual del juego con los dibujos de MC Escher  y Echochrome. El juego incluye un modo de cámara donde el jugador puede recorrer el nivel para componer capturas de pantalla. Incluye filtros similares a los de Instagram.

## Desarrollo

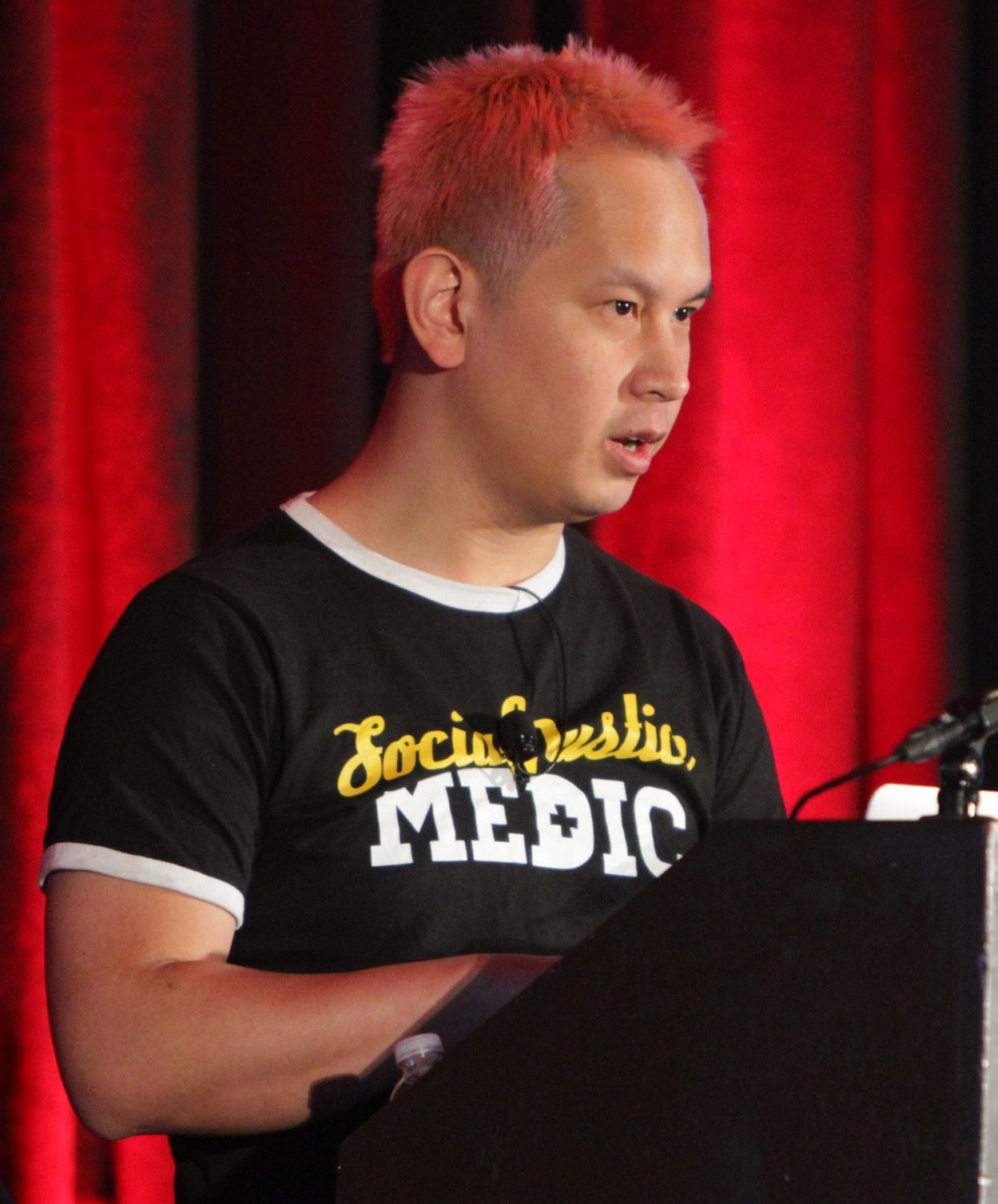
Ken Wong, el diseñador principal de Ustwo, durante la Game Developers Conference de marzo de 2015

Monument Valley fue desarrollado por Ustwo, una empresa de diseño digital fundada en 2004 que ha producido aplicaciones para iPhone desde 2007. Se concibió como un juego táctil para tabletas. Su desarrollo comenzó a principios de 2013,y duró 10 meses bajo el título provisional de Tower of Illusion.La dirección de Ustwo no le dio al equipo de desarrollo un cronograma o un presupuesto y en su lugar les dijo que se centrasen en "hacer un producto de alta calidad". El desarrollo de juegos no representa una gran parte de los ingresos de Ustwo, por lo que la empresa centra su desarrollo de juegos en producir "grandes productos" que reflejen una buena imagen de la empresa, en lugar de aplicaciones altamente rentables.
Respecto del estilo artístico, el diseñador y artista del juego Ken Wong dijo que aspiraba a que cada cuadro del juego fuera digno de ser exhibido públicamente.El proyecto comenzó como dibujos conceptuales de Wong. El estilo visual se inspiró en grabados japoneses, esculturas minimalistas, y los juegos independientes Windosill, Fez y Superbrothers: Sword & Sworcery EP.
Wong añadió que la jugabilidad fue diseñada para permitir al jugador encontrar el objeto del juego a través de la exploración, sin una guía directa. El juego usa colores para indicar dónde puede interactuar el jugador, de forma similar a Mirror's Edge. Wong comparó la experiencia de juego con una mezcla entre la maravilla de una juguetería y el mundo de El león, la bruja y el armario, y su historia con una "canción" simbólica en lugar de un libro narrativo. El juego fue diseñado para que lo completaran la mayoría de los jugadores, un estilo poco común en los juegos diseñados para audiencias populares. Se pretendía que fuera una "experiencia prémium" en lugar de un desafío difícil.
La banda sonora del juego incluye música de Stafford Bawler, Obfusc y Grigori. Ustwo y iam8bit lanzaron en 2016 una edición limitada en vinilo de dos volúmenes que incluye la música del juego principal y sus dos expansiones.
El 12 de noviembre de 2014 se lanzó una expansión adicional, titulada Forgotten Shores, para dispositivos iOS, el 20 de noviembre de 2014 en la App Store y el 24 de noviembre de 2014 en Google Play Store. Con estas extensiones se agregaron ocho niveles adicionales a los diez del juego original. Otro paquete de expansión titulado Ida's (RED) Dream estuvo disponible a partir del 25 de junio de 2015 para su compra por tiempo limitado como parte de la iniciativa Apps for (PRODUCT) RED de Apple. Este paquete de expansión se podía jugar con o sin la compra adicional de Forgotten Shores y presenta a Ida con un atuendo rojo y varios rompecabezas nuevos. Ambos DLC se incluyen automáticamente en los relanzamientos.

## Recepción
El juego recibió críticas "generalmente favorables", según el agregador de puntuaciones de reseñas de videojuegos Metacritic.  Inmediatamente pasó a la cima de la lista de aplicaciones pagas de la App Store, donde permaneció durante al menos un mes gracias a las buenas críticas y el boca a boca. Fue elegido como Editor's Choice de la App Store y más tarde recibió un premio Apple Design Award 2014y fue nombrado el mejor juego para iPad de Apple de 2014. Pocket Gamer le otorgó al juego su premio de oro, y su creador, Harry Slater, escribió que "no había nada parecido a Monument Valley en la App Store".
Varios revisores citaron el arte y el diseño de sonido como excepcionales. Edge agregó que la incorporación de "sonidos profundos" y "clics" ambientales en el diseño de sonido le dieron al juego la sensación de los "antiguos mecanismos" en movimiento del Tomb Raider original.  Shaun Musgrave, ' TouchArcade, calificó las imágenes de "casi increíblemente hermosas", y Wired escribió que el juego "podría ser el juego para iPad más hermoso de 2014". Creative Review calificó los rompecabezas del juego como "inteligentes" y apreció la atención de los desarrolladores a los detalles.
Monument Valley vendió 500 000 copias en un mes y un millón de copias en tres meses. En noviembre de 2014, el juego había vendido 1,4 millones de copias y en enero de 2015, el juego había vendido 2,4 millones de copias. En enero de 2015, Ustwo notó que el juego había sufrido una gran cantidad de piratería de software, con un 95% de las instalaciones en Android y un 60% en dispositivos iOS que provenían de copias no pagadas; la compañía afirmó que algunas de estas pueden incluir usuarios que instalan en múltiples dispositivos, pero cree que la mayoría fue a través de usuarios que no habían comprado el título. Si bien estos números fueron desalentadores, la compañía afirmó que continuará desarrollando títulos prémium para dispositivos móviles. A pesar de la piratería, Ustwo declaró que han superado los 6 millones de dólares en ingresos por ventas del juego a mediados de enero de 2015, superando los 1,4 millones en costos de desarrollo. Para enero de 2016, USTwo informó que más de 24 millones de usuarios habían descargado el juego, el aumento de diez veces con respecto a 2015 se debe en parte a obsequios legítimos del juego a través de la App Store de Apple, Google Play y Amazon Underground. De los siete millones de descargas gratuitas realizadas a través de Apple, aproximadamente el 35 % de ellas compraron la expansión "Forgotten Shores". Ustwo reportó ventas totales de más de 14 millones de dólares y 26 millones de copias en mayo de 2016.